# Uzdiszentpéteri református templom
Az uzdiszentpéteri református templom műemlékké nyilvánított templom Romániában, Maros megyében. A romániai műemlékek jegyzékében az MS-II-m-A-15799 sorszámon szerepel.